# Beryl Baxter
Beryl Baxter (Birmingham, 8 de abril de 1926) é uma atriz de cinema britânica. Sua carreira durou desde a década de 1940 até a década de 1970.

## Início e vida pessoal
Beryl Ivory nasceu em Birmingham, Inglaterra, em 8 de abril de 1926. Adotando o nome artístico de Beryl Baxter, ela apoiou as esperanças de se tornar a nova Margaret Lockwood. Fez sua estreia no cinema em 1948, atuando em um papel principal em The Idol of Paris. Casou-se com Bernard Gross em 1952.